# Ten Out of 10
Ten Out of 10 è l'ottavo album in studio del gruppo rock britannico 10cc, pubblicato nel 1981.

## Tracce
Side 1
1. Don't Ask – 4:02
2. Overdraft in Overdrive – 3:24
3. Don't Turn Me Away – 5:03
4. Memories – 4:31
5. Notell Hotel – 4:56

Side 2
1. Les Nouveaux Riches – 5:11
2. Action Man in a Motown Suit – 4:45
3. Listen with Your Eyes – 3:10
4. Lying Here with You – 3:22
5. Survivor – 5:46

## Formazione
Gruppo
- Eric Stewart - voce, sintetizzatori, chitarre, basso, piano, percussioni
- Graham Gouldman - voce, basso, chitarre, percussioni, contrabbasso, sitar
- Rick Fenn - chitarre, voce
- Vic Emerson - tastiere, basso
- Paul Burgess - batteria, percussioni

Altri musicisti
- Marc Jordan - organo, piano, cori
- Lenni Crookes - sassofono
- Simon Phillips - batteria
- Keith Bessey - maracas
- Andrew Gold - voce, basso, chitarra, piano, sintetizzatore, vocoder, percussioni